# Dulcești (Constanța megye)
Dulcești  falu Constanța megyében, Dobrudzsában, Romániában. Közigazgatásilag 23 August községhez tartozik.

## Fekvése
A település az ország délkeleti részén található, 23 August-tól négy-öt kilométerre délnyugati irányban.

## Története
Küçük-Tatlicak néven alapították török telepesek, román neve Tatlageacul Mic volt. Mai nevét 1961-ben kapta. 

## Lakossága
| Nemzetiségek | 2002 | 2002   |
| ------------ | ---- | ------ |
| Románok      | 1138 | 83,1%  |
| Tatárok      | 224  | 16,4%  |
| Törökök      | 6    | 0,4%   |
| Összesen     | 1370 | 100,0% |

## Látnivalók
- Dzsámi
- Ortodox templom

## Külső hivatkozások
- 23 August hivatalos honlapja

## Fordítás
- Ez a szócikk részben vagy egészben  a   Dulcești, Constanța című román Wikipédia-szócikk fordításán alapul.  Az eredeti cikk szerkesztőit annak laptörténete sorolja fel. Ez a jelzés csupán a megfogalmazás eredetét és a szerzői jogokat jelzi, nem szolgál a cikkben szereplő információk forrásmegjelöléseként.